# Requiem

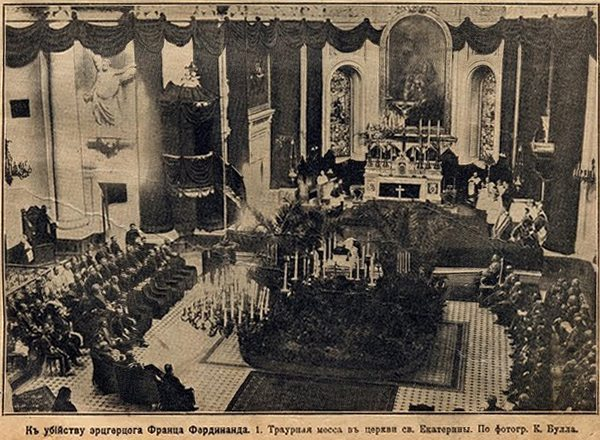
Lễ cầu siêu cho Franz Ferdinand của Áo tại St. Catherine's Cathedral, St. Petersburg, xuất bản trong một tờ báo tiếng Nga (1914)

Requiem, cầu siêu, Lễ cầu siêu (Requiem Mass) hay thánh lễ cho người chết (Mass for the dead, Latin: Missa pro defunctis), là một thánh lễ trong Giáo hội Công giáo được dâng cho linh hồn của một hoặc nhiều người đã chết, sử dụng một hình thức đặc biệt của sách lễ Rôma. Nó diễn ra định kỳ nhưng không nhất thiết trong bối cảnh của một đám tang.
Thiết lập âm nhạc của những người ủng hộ (proper) của Thánh Lễ Requiem cũng được gọi là Requiem, như nhạc cho Thánh lễ Cầu siêu, và thuật ngữ này sau đó đã được áp dụng cho các tác phẩm âm nhạc khác liên quan đến cái chết, cái chết và tang tóc, ngay cả khi chúng không liên quan đến tôn giáo hoặc phụng vụ.
Thuật ngữ này cũng được sử dụng cho các nghi lễ tương tự bên ngoài Giáo hội Công giáo La Mã, đặc biệt là trong truyền thống Công giáo Anh của Anh giáo và trong một số nhà thờ Lutheran. Một dịch vụ tương đương, với một hình thức và văn bản nghi lễ hoàn toàn khác nhau, tồn tại trong các giáo hội chính thống giáo Đông phương và công giáo Đông phương, cũng như trong phong trào Giám lý.